# 金本秀雄
金本 秀雄（かなもと　ひでお、1950年8月24日 - ）は、日本の工学者、実業家である。川岸工業株式会社の代表取締役社長。
福岡県北九州市出身。九州工業大学工学部を卒業後、昭和48年川岸工業株式会社に入社。同社取締役、常務、専務などを経て、平成28年川岸工業株式会社の代表取締役社長に就任した。

## 経歴
- 昭和25年-福岡県北九州市生まれ
- 昭和48年-九州工業大学工学部卒業
- 昭和48年-川岸工業株式会社入社
- 昭和61年-千葉第五工場長
- 平成7年-千葉第一工場長
- 平成10年-取締役
- 平成11年-営業部長
- 平成17年-東京支店製造担当兼千葉第一工場長
- 平成19年-東京支店製造担当兼工務部長兼橋梁工事部長
- 平成20年-東京支店製造部長兼工務部長
- 平成20年-常務取締役東京支店製造本部長兼工務部長
- 平成23年-常務取締役中国支店長
- 平成24年-専務取締役大阪・中国地区担当兼中国
- 平成26年-当社専務取締役西日本地区担当
- 平成27年-同社代表取締役社長就任